# Liste europäischer nationaler Eisenbahnbehörden
In dieser Liste werden nationalen Eisenbahnbehörden in Ländern aufgenommen, die europäisches Eisenbahnrecht anwenden.
| Land                   | Sicherheitsbehörde                                                                        | Marktregulierung                                | Unfalluntersuchungsbehörde                                                               | Bahnpolizei                            |
| ---------------------- | ----------------------------------------------------------------------------------------- | ----------------------------------------------- | ---------------------------------------------------------------------------------------- | -------------------------------------- |
| Belgien                | Dienst Veiligheid en Interoperabiliteit van de Spoorwegen                                 | Dienst Regulering                               | Untersuchungsstelle für Eisenbahnunfälle und -ereignisse                                 | Eisenbahnpolizei                       |
| Bulgarien              | Железопътна администрация                                                                 |                                                 | Специализирано звено за разследване на произшествия и инциденти в железопътния транспорт | Пътна полиция                          |
| Dänemark               | Trafikstyrelsen                                                                           | Jernbanenævnet                                  | Havarikommissionen for Civil Luftfart og Jernbane                                        | keine                                  |
| Deutschland            | Eisenbahn-Bundesamt                                                                       | Bundesnetzagentur                               | Bundesstelle für Eisenbahnunfalluntersuchung                                             | Bundespolizei                          |
| Estland                | Tarbijakaitse ja Tehnilise Järelevalve Amet                                               | Konkurentsiamet                                 | Ohutus-juurdluse Keskus                                                                  | keine                                  |
| Finnland               | Traficom                                                                                  | Rautatiealan sääntelyelin                       | Onnettomuustutkintakeskus                                                                | keine                                  |
| Frankreich             | Établissement public de sécurité ferroviaire                                              | Autorité de Régulation des Transports           | Bureau d’Enquêtes sur les Accidents de Transport Terrestre                               | service national de police ferroviaire |
| Griechenland           | Ρυθμιστική Αρχή Σιδηροδρόμων                                                              |                                                 | EDISAS                                                                                   |                                        |
| Irland                 | Commission for Railway Regulation                                                         | Commission for Railway Regulation               | Railway Accident Investigation Unit                                                      | keine                                  |
| Italien                | ANSFISA                                                                                   | Autorità di regolazione dei trasporti           | Direzione Generale per le Investigazioni Ferroviarie e Marittime                         | Polizia Ferroviaria                    |
| Kroatien               | Agencija za sigurnost željezničkog prometa                                                | HAKOM                                           | AIN                                                                                      |                                        |
| Lettland               | Valsts dzelzceļa tehniskās inspekcijas                                                    |                                                 | Transporta nelaimes gadījumu un incidentu izmeklēšanas birojs                            |                                        |
| Litauen                | Valstybinė geležinkelio inspekcija                                                        |                                                 | Transporto avarijų ir incidentų tyrimo skyrius                                           |                                        |
| Luxemburg              | Administration des Chemins de Fer                                                         | Institut Luxembourgeois de Régulation           | Administration des Enquêtes Techniques                                                   |                                        |
| Niederlande            | Inspectie Leefomgeving en Transport                                                       | Autoriteit Consument en Markt                   | Onderzoeksraad voor Veiligheid                                                           | keine                                  |
| Norwegen               | Statens jernbanetilsyn                                                                    | Statens jernbanetilsyn                          | Statens havarikommisjon                                                                  |                                        |
| Österreich             | Bundesministerium für Klimaschutz, Umwelt, Energie, Mobilität, Innovation und Technologie | Schienen-Control                                | Sicherheitsuntersuchungsstelle des Bundes                                                | keine                                  |
| Polen                  | Urząd Transportu Kolejowego                                                               | Urząd Transportu Kolejowego                     | Państwowa Komisja Badania Wypadków Kolejowych                                            | Straż Ochrony Kolei                    |
| Portugal               | IMTT                                                                                      | Autoridade da Mobilidade e dos Transportes      | GPIAAF                                                                                   |                                        |
| Rumänien               | Autoritatea de Siguranţă Feroviară Română                                                 | Consiliul de supraveghere din domeniul feroviar | AGIFER                                                                                   | Politia Transporturi Feroviare         |
| Schweden               | Transportstyrelsen                                                                        | Transportstyrelsen                              | Statens haverikommission                                                                 |                                        |
| Schweiz                | Bundesamt für Verkehr                                                                     | RailCom                                         | Schweizerische Sicherheitsuntersuchungsstelle                                            | Transportpolizei                       |
| Slowakei               | Dopravny Urad                                                                             |                                                 | Dopravný úrad                                                                            | Zeleznicná Polícia                     |
| Slowenien              | Javna agencija za železniški promet                                                       | AKOS                                            | Služba za preiskovanje letalskih, pomorskih in železniških nesreč in incidentov          |                                        |
| Spanien                | Agencia Estatal de Seguridad Ferroviaria                                                  | CNMC                                            | Comisión de Investigación de Accidentes Ferroviarios                                     |                                        |
| Tschechien             | Drážní Úřad                                                                               | Úřad pro přístup k dopravní infrastruktuře      | Drážní inspekce                                                                          |                                        |
| Ungarn                 | Vasúti Hatósági Főosztály                                                                 |                                                 | Közlekedésbiztonsági Szervezet                                                           |                                        |
| Vereinigtes Königreich | Office of Rail and Road                                                                   |                                                 | Rail Accident Investigation Branch                                                       | British Transport Police               |

Auf europäischer Ebene koordinieren sich:
- Eisenbahnregulierungsbehörden in IRG-Rail,
- Bahnpolizeien und ähnliche Sicherheitsbehörden in Railpol

Nur Schweiz:
- Schweizerische Trassenvergabestelle